# Zengzi
Zengzi (曾子, nom de courtoisie Ziyu), né sous le nom de Zeng Shen (曾參) en -505 et décédé à l'âge de 70 ans en -435, est un philosophe chinois et élève de Confucius qui est le premier en Chine à exprimer l'idée que la Terre soit ronde.

## Biographie
Zengzi est un descendant de Qulie (曲烈), l'un des fils du roi Shao Kang (少康) de la dynastie Xia. Son père, Zeng Dian (曾點), est un ami de Confucius qui apprécie son esprit naturel et approprié (« Je donne mon approbation à Dian »). Zengzi devient l'élève du grand philosophe lorsque ce dernier est déjà très âgé. Sa conduite sincère mais hésitante lui apporte le surnom de « terne ». Il devient renommé pour avoir pénétré l'unité omniprésente dans la pensée du maitre et perçu les principes de la nature humaine et de son exercice bienveillant envers autrui. Zengzi porte une grande attention à se cultiver et vit de façon austère afin d'assurer une loyauté parfaite envers les autres. Un homme de vertu supérieure est, selon lui, un individu à qui peut être confiée la charge d'un jeune prince orphelin et assurer son autorité sur un État immense. Il décrit le comportement idéal de l'homme de vertu supérieur : « Il doit s'opposer à la violence et l'insouciance, s'exprimer sincèrement et se garder loin des bassesses et de la bienséance. Dans ses pensées, l'homme supérieur ne recule pas sur ses principes ».
Zengzi décline les offres de postes prestigieux de différents États pour consacrer sa vie à l'enseignement.

## Œuvres
Zengzi est l'auteur du Classique de la piété filiale (Xiaojing, 孝經) qui sera d'une grande influence durant la dynastie Han. Les chroniques anciennes mentionnent également un livre éponyme en 18 chapitres dont dix seraient repris dans le Livre des rites (Dadai liji, 大戴禮記) et le reste serait perdu hormis quelques fragments. On lui attribue une grande partie de la Grande Étude, dont sa préface, dans laquelle il discute de la grande importance des vertus confucéennes zhong (« loyauté ») et shu (« obéissance »). Il est particulièrement actif dans la réaffirmation du principes du xiao (« piété filiale ») dont il énumère trois degrés : la plus haute forme est d'honorer son père et sa mère (zun qin, 尊親), la seconde forme est de ne pas les déshonorer (fu ru, 弗辱), et la dernière forme est d'assurer leur subsistance durant leur grand âge (neng yang, 能養). 
Après la mort de son maitre, Zengzi rassemble les disciples auprès de lui et devient leur enseignant principal. Il est possible que ces disciples soient les plus importants compilateurs des Entretiens de Confucius et d'autres classiques confucéens.

## Histoire du porc

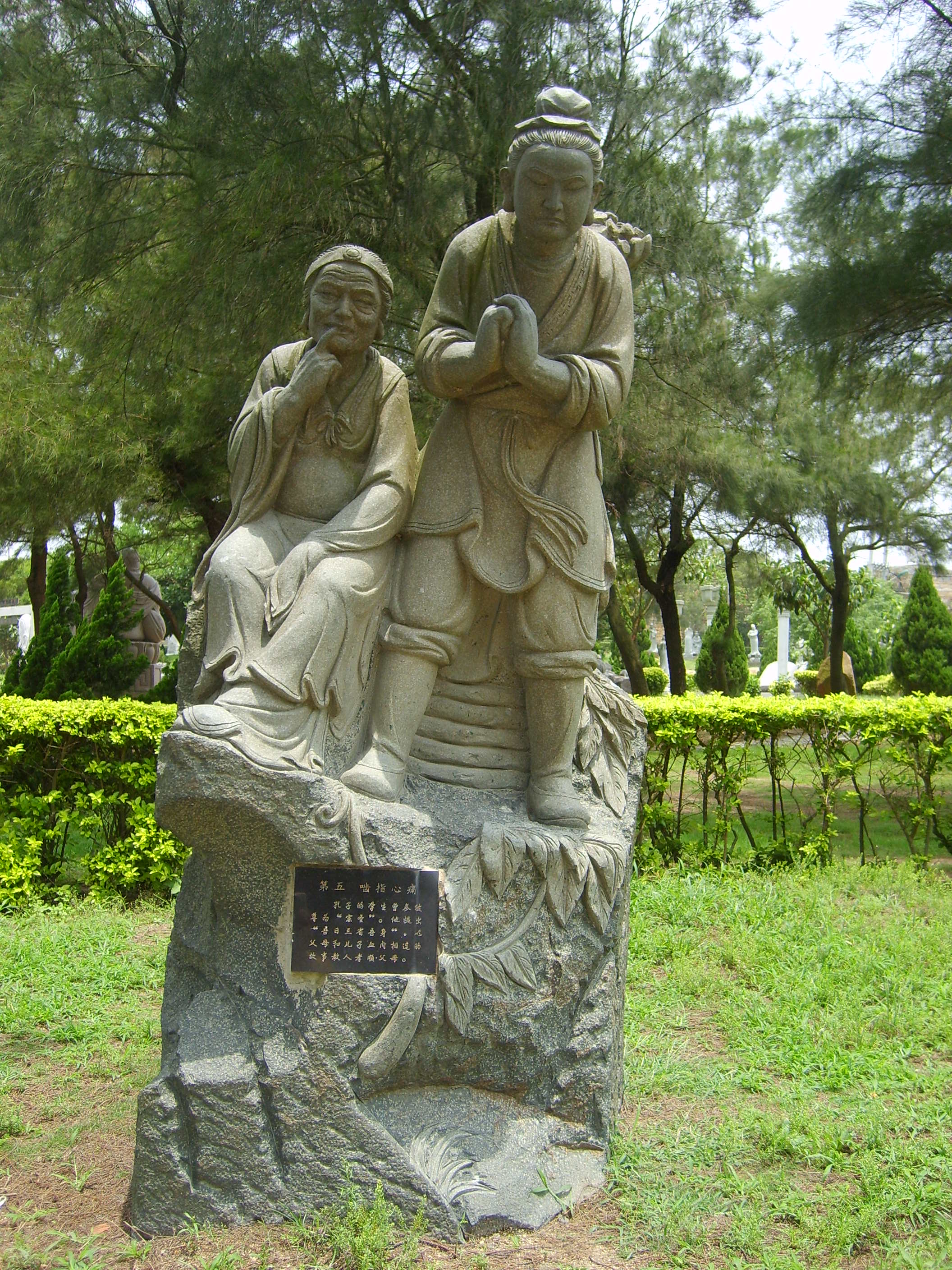
Statue de Zengzi (à droite) avec sa mère.

Zengzi est considéré comme l'un des élèves les plus remarquables de Confucius. Une histoire populaire chinoise montre son noble comportement moral et sa conviction de l'importance d'enseigner la véracité aux jeunes enfants : alors que l'épouse de Zengzi se rend au marché, son jeune fils commence à bouder car il désire l'accompagner. Pour le calmer, elle lui dit en plaisantant que « s'[il] arrête, [elle] tuera un porc à son retour et [lui] préparera un excellent repas ». 
En revenant du marché, Zengzi ligote un porc et s'apprête à le tuer lorsque sa femme l'interrompt en lui disant qu'elle n'avait fait que plaisanter avec son fils.
Zengzi dit alors d'un ton sévère qu'« on ne peut pas tromper les enfants comme ça parce qu'ils sont trop jeunes pour comprendre les principes élémentaires. Ils dépendent de leurs parents pour leur enseigner la différence entre le bien et le mal et apprennent en suivant leur exemple. Si tu lui mens aujourd'hui, tu es en train de lui enseigner à mentir. Si une mère ment à son fils, il est possible que le fils ne croie plus rien de ce que sa mère lui dira. Tu ne peux pas bien l'élever de cette façon ».
Il tue ensuite le porc.